# ガラオン (飲料)
ガラオン(Galão)は、エスプレッソと泡立てた牛乳で作られるポルトガルの温かい飲み物である。カフェラテやカフェオレと似て、背の高いグラスに約4分の1のコーヒーと約4分の3の泡立てた牛乳を注いで作る。
一方、より少量で陶器製デミタスで提供されるものは「ガロト」という。比率を1:1にすると「メイアデレイテ」と呼ばれ、カップで提供される。
コルタードと似ているといわれることがあるが、ガラオンは牛乳の割合が多く、その比率はカフェラテに近い。